# Velimir Terzić
Velimir Terzić, črnogorski general, * 26. april 1908, † 13. december 1983.

## Življenjepis
Terzić, častnik VKJ, se je leta 1941 pridružil NOVJ in KPJ; med vojno je bil načelnik GŠ NOV in PO za Črno goro in Boko, namestnik poveljnika 5. črnogorske proletarske brigade, načelnik štaba 4. operativne cone Hrvaške, namestnik načelnika Vrhovnega štaba NOV in POJ, načelnik Generalštaba NOV in PO Hrvaške, pomočnik načelnika GŠ JLA,...
Po vojni je bil pomočnik ministra ljudske obrambe, poveljnik armade, načelnik VVA JLA, glavni inšpektor JLA, načelnik Vojaškozgodovinskega inštituta JLA, direktor JATa (1959–60),...